# Cadre-45/2-Weltmeisterschaft 1926

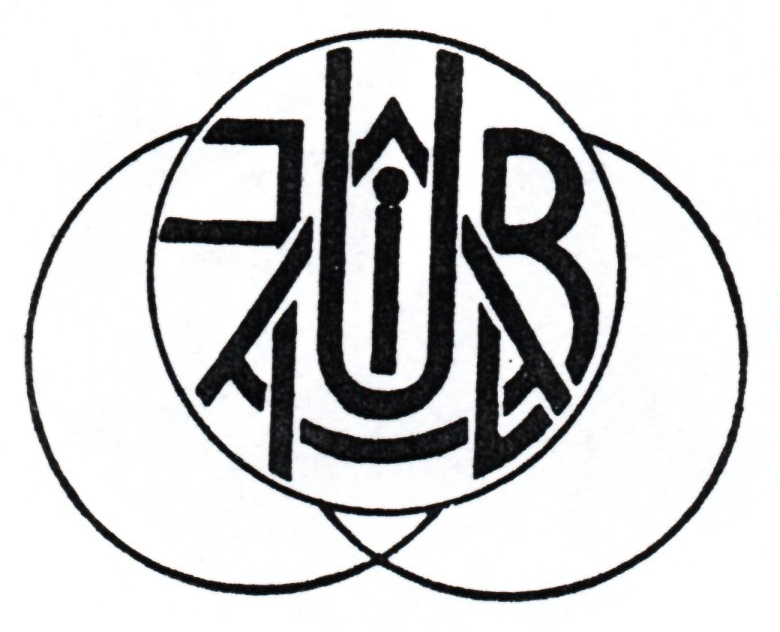
Logo UIFAB (ausrichtender Verband)

Veranstaltungsort: Paris

Die Cadre-45/2-Weltmeisterschaft 1926 war die 19. Weltmeisterschaft, die bis 1947 im Cadre 45/2 und ab 1948 im Cadre 47/2 ausgetragen wurde. Das Turnier fand vom 15. bis zum 24. April 1926 in Paris in Frankreich statt.

## Geschichte
Die Weltmeisterschaft 1926 in Paris litt unter der Absage der besten französischen Cadre Spieler. Charles Faroux, Ex-Weltmeister im Cadre 45/2, fehlte unter anderen weil er auch dem Automobilsport in Frankreich stark verbunden war. Er nahm zur gleichen Zeit der Weltmeisterschaft am berühmten Autorennen Targa Florio teil. Wieder waren nach Ende der Weltmeisterschaft vier Spieler punktgleich an der Spitze. Es gab wieder Stichpartien, aus denen der Belgier Théo Moons als klarer Sieger hervorging.

## Turniermodus
Das ganze Turnier wurde im Round Robin System bis 400 Punkte gespielt. Bei MP-Gleichstand (außer bei Punktgleichstand beim Sieger) wird in folgender Reihenfolge gewertet:
1. MP = Matchpunkte
2. GD = Generaldurchschnitt
3. HS = Höchstserie

## Geschichte
Nach Abschluss des Hauptturniers hatten die ersten vier Spieler mit 10:4 die gleiche Anzahl von Matchpunkten. Es wurde eine Entscheidung gespielt mit allen vier Spielern im Round Robin Modus. Hier gewann Jan Dommering alle drei Partien und wurde der Cadre 45/2 Weltmeister 1925.

## Abschlusstabelle

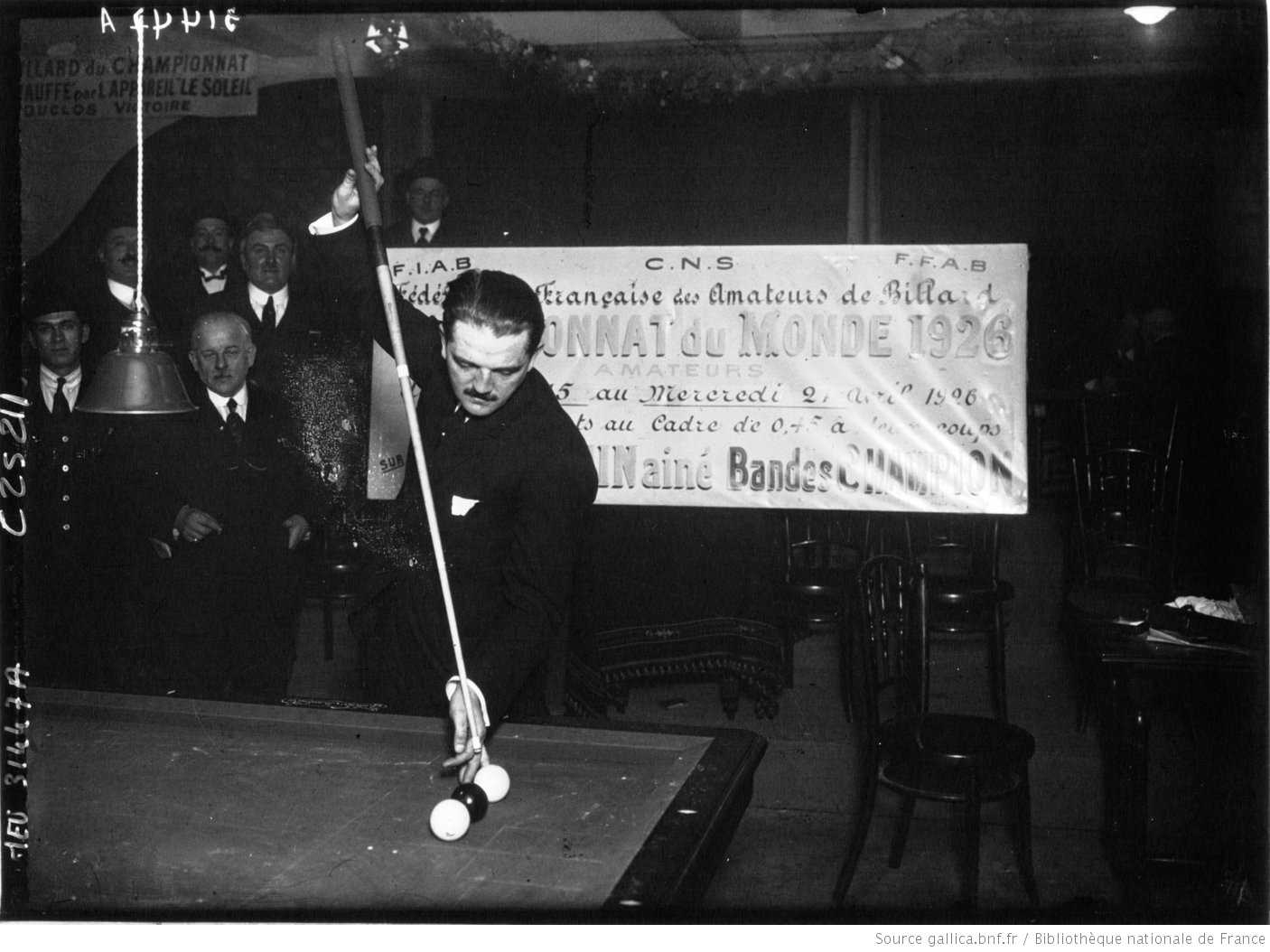
Der Sieger Théo Moons beim Stoß

| MP    | Match Points (Sieger = 2; Unentschieden = 1; Verlierer = 0) |
| Pkte. | Erzielte Karambolagen                                       |
| Aufn. | Benötigte Versuche                                          |
| GD    | Generaldurchschnitt                                         |
| BED   | Bester Einzeldurchschnitt eines Spielers                    |
| HS    | Höchstserie                                                 |
|       | Bester GD des Turniers                                      |
|       | Bester ED des Turniers                                      |
|       | Beste HS des Turniers                                       |
|       | 1. Platz (Gold)                                             |
|       | 2. Platz (Silber)                                           |
|       | 3. Platz (Bronze)                                           |

| Platz                                        | Name               | MP    | Pkte. | Aufn. | GD    | BED   | HS  |
| -------------------------------------------- | ------------------ | ----- | ----- | ----- | ----- | ----- | --- |
| 1                                            | Théo Moons         | 10:4  | 2701  | 157   | 17,20 | 20,00 | 183 |
| 2                                            | Jan Dommering      | 10:4  | 2725  | 156   | 17,46 | 33,33 | 153 |
| 3                                            | Gustave van Belle  | 10:4  | 2510  | 148   | 16,95 | 30,76 | 168 |
| 4                                            | Gaston de Doncker  | 10:4  | 2484  | 184   | 13,50 | 22,22 | 117 |
| 5                                            | Edmond Soussa      | 8:6   | 2568  | 147   | 17,46 | 22,22 | 115 |
| 6                                            | Charles Darantière | 4:10  | 2137  | 184   | 11,61 | 16,00 | 104 |
| 7                                            | Jacques Léger      | 2:12  | 1848  | 197   | 9,38  | 9,30  | 68  |
| 8                                            | Emile Garric       | 2:12  | 1677  | 186   | 9,01  | 13,79 | 91  |
| Turnierdurchschnitt: 13,72                   |                    |       |       |       |       |       |     |
| Stichpartien                                 |                    |       |       |       |       |       |     |
| 1                                            | Théo Moons         | 6:0   | 1200  | 47    | 25,53 | 28,57 | 148 |
| 2                                            | Jan Dommering      | 4:2   | 1027  | 54    | 19,01 | 28,57 | 125 |
| 3                                            | Gustave van Belle  | 2:4   | 866   | 49    | 17,67 | 18,18 | 128 |
| 4                                            | Gaston de Doncker  | 0:6   | 553   | 55    | 10,05 | –     | 53  |
| nach Stichpartien                            |                    |       |       |       |       |       |     |
| 1                                            | Théo Moons         | 16:4  | 3901  | 204   | 19,12 | 28,57 | 183 |
| 2                                            | Jan Dommering      | 14:6  | 3752  | 210   | 17,86 | 33,33 | 153 |
| 3                                            | Gustave van Belle  | 12:8  | 3376  | 197   | 17,13 | 30,76 | 168 |
| 4                                            | Gaston de Doncker  | 10:10 | 3037  | 239   | 12,70 | 22,22 | 117 |
| Turnierdurchschnitt: 14,25 (mit Stichpartie) |                    |       |       |       |       |       |     |